# 塔城乡 (玉龙县)
塔城乡，是中华人民共和国云南省丽江市玉龙纳西族自治县下辖的一个乡镇级行政单位。

## 行政区划
塔城乡下辖以下地区：
塔城村、堆满村、陇巴村、依陇村和洛固村。